# Deir ez-Zor
Deir ez-Zor (Arabisch: دير الزور, Dair az-Zaur, Aramees: ܕܝܪܐ ܙܥܘܪܬܐ, Deyro Z'erto) is een plaats in het Syrische gouvernement Deir ez-Zor en telt 212.000 inwoners (2004). De stad ligt op de westelijke oever van de Eufraat. Deir ez-Zor is de grootste stad in Oost-Syrië en de zevende stad van het land, op zo'n 450 kilometer ten noordoosten van de hoofdstad Damascus. De redelijk welvarende stad ligt in een vruchtbaar agrarisch gebied, met akkerbouw (katoen, graan) en veeteelt (Awassi-schapen). 
De stad heeft veel landbouwverwerkende industrie, plus dienstverlening op dat gebied, en daarnaast olieverwerkende industrie. Er zijn zoutmijnen in de naaste omgeving. Voorheen trok de stad vrij veel toeristen. De stad heeft vele karakteristieke hotels - ook met 5 sterren - aan de oevers van de Eufraat. De stad was een uitvalsbasis voor toerisme in de omringende woestijn. Er is een vliegveld in de buitenwijk Al-Jafra.

## Armeense Genocide
De kampen van Deir ez-Zor waren concentratiekampen in het hart van de Syrische Woestijn, waar duizenden Armeniërs ten tijde van de Armeense Genocide gedwongen werden tot dodenmarsen. In totaal wordt het aantal overleden Armeniërs in de kampen van Deir ez-Zor en de bijhorende dodenmarsen geraamd op 1 tot 1,5 miljoen slachtoffers.

## Burgeroorlog Syrië
De stad is in de Syrische Burgeroorlog ten prooi gevallen aan gevechten en terreur. Van 2011 tot 2014 werd de Slag om Deir ez-Zor uitgevochten tussen het Syrische leger en het Vrije Syrische Leger. Dit had als resultaat dat de oppositie delen van de provincie in handen heeft gekregen. Hierna werd Deir-ez-Zor ruim drie jaar lang omsingeld door de terreurgroep Islamitische Staat (IS). Er was een groot tekort aan voedsel en medicijnen. De stad kon alleen in leven gehouden worden door aanvoer via de lucht door de Syrische luchtmacht. IS bezette steeds meer van de stad, en ten slotte werd ook het militair vliegveld gescheiden van de woonwijken. In september 2017 slaagde het Syrische leger van president Bashar al-Assad erin de stad te ontzetten, in november meldde het IS geheel uit de stad te hebben verdreven.

## Geboren in Deir ez-Zor
- Mazen al-Hamada (1977-2024), activist